# 外部電極蛍光灯

CCFLとEEFLとの比較

外部電極蛍光灯（がいぶでんきょくけいこうとう、英: External Electrode Fluorescent Lamp）とは、蛍光灯の一種であり、冷陰極管やネオン管などの低圧放電灯に分類される。
液晶テレビ、 室内灯、 広告ディスプレイなどのバックライトとして使用される。

## EEFLの特長
電極が外部にあり発熱がほとんどないとされるが、電極部を除いて冷陰極管（CCFL:Cold Cathode Fluorescent Lamp）と発光原理はほぼ同一であり、電極部の発熱は多い。開発当初は外部電極型冷陰極管とも言われた。いわゆる一般的な蛍光灯（熱陰極管）に比べ、光量は低いが低電力で動作可能であり、軽量、寿命が長いなどの特徴がある。

## 同種類の蛍光管との比較
- 誘電バリヤ電極を使用しているため、寿命は30,000時間以上とされ、生産者カタログなどでは50,000時間としているものもある。これに比べ通常の蛍光管は約8,000時間ないし20,000時間である。
- 直径2.6 mm - 8 mmであり、輝度は30,000 cd/m2、発光効率は冷陰極管とほぼ同様の80 lm/Wである。
- 使用温度範囲は10℃ - 30℃が推奨され、範囲が狭い。
- 大電力を加えて輝度を上げようとするとプラズマ・コンセントレーションが起き、電極部にピンホールが生じるために輝度の上限が制限される。この点、冷陰極管よりも不利である。
- 電源にインバーター回路を使用しており、1つのインバーター回路で並列接続し、複数の管を点灯させる事が可能。
- 点灯に高電圧が必要であり、昇圧トランスの負担が大きく設計が難しくなる。